# Dreischor
Dreischor es una localidad del municipio de Schouwen-Duiveland, en la provincia de Zelanda (Países Bajos). Está situada a unos 20 km al suroeste de Hellevoetsluis.
Constituyó municipio propio hasta el 1 de enero de 1961.
- Datos: Q954965
- Multimedia: Dreischor / Q954965